# 十一月十六日镇
十一月十六日镇是巴西南大河州的一个市镇。总面积216.848平方公里，总人口2968人，人口密度13.7人/平方公里。